# Acordió

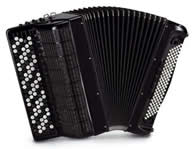
Acordió cromàtic de botons

L'acordió és un instrument musical de vent que pertany a la família dels instruments aeròfons mecànics. Està format per una manxa feta de plecs de cartró recoberts amb roba i dues caixes harmòniques de fusta amb botons i/o tecles disposades a banda i banda. A l'interior d'aquestes caixes hi ha els diapasons portallengüetes, unes peces de fusta similars a les harmòniques de boca que contenen les llengüetes o inxes d'acer que produeixen el so en vibrar gràcies a la força del corrent d'aire que genera la manxa, accionada pel braç esquerre de l'acordionista.
Habitualment, les melodies es toquen amb el teclat corresponent a la mà dreta (Manual I), que pot ser de botons o de tecles. Els baixos, acords i acompanyaments harmònics i rítmics es toquen amb el teclat corresponent a la mà esquerra (Manual II). A més, hi ha acordions que disposen d'un sistema mecànic que transforma, a voluntat de l'acordionista, la disposició dels acords de la part esquerra en notes soles ordenades de greu a agut (Manual III, anomenat també sistema de baixos lliures o basetti).
El primer acordió el va patentar Cyrill Demian el 1829, a Viena. Ràpidament fou un instrument conegut i usat entre la burgesia de l'època, fet que va provocar que es construïssin veritables joies d'instruments, amb peces de nacre, ivori i incrustacions de pedres precioses. Paral·lelament es va difondre entre les classes populars i obreres, i ràpidament va adaptar-se a la música popular de cada indret on arribava, moltes vegades tot desplaçant altres instruments que s'havien utilitzat fins aleshores, a causa de la seva condició d'instrument melòdic, harmònic i portàtil. La versatilitat d'aquest instrument el fa apte per a tocar qualsevol estil musical, des de la música popular fins a clàssica, contemporània, antiga, moderna, jazz-blues, etc.

## Funcionament[5]
Cadascun dels botons o tecles que es troben a les caixes harmòniques serveixen per seleccionar els sons que s'emetran. En prémer-los s'accionen unes vàlvules que deixen lliure el pas de l'aire cap a l'interior de la manxa. En el recorregut de l'aire s'hi troba la llengüeta lliure metàl·lica, que vibrarà sempre que la pressió sigui suficient per moure-la. En deixar de prémer les tecles o els botons, unes molles fan que les vàlvules tornin a la seva posició inicial i bloquegin altra vegada el pas de l'aire. D'aquesta manera, la llengüeta en qüestió deixa de vibrar. Així doncs, per fer sonar una nota només cal fer fluctuar l'aire, tot obrint i tancant la manxa de l'acordió mentre es pitgen una o diverses tecles o botons.
Molts instruments de la mateixa família, com el bandoneó, la concertina o l'harmònium, utilitzen el mateix mecanisme per emetre els sons, malgrat que la insuflació d'aire a les seves llengüetes es faci amb manxes de característiques diferents a la de l'acordió.

## Tipus d'acordió
Hi ha dos tipus principals d'acordió: l'acordió cromàtic i l'acordió diatònic. Cromàtic significa que pot fer els 12 sons de l'escala cromàtica (comptant notes naturals i alterades) i diatònic significa que només pot fer les notes de l'escala diatònica en la qual està afinat. La distribució de les notes en cada tipus d'instrument és diferent. També existeixen acordions híbrids, és a dir, cromàtics en un manual i diatònics en l'altre.

### Acordió cromàtic
Al Manual I de l'acordió cromàtic (banda dreta) tant hi podem trobar tecles similars a les d'un piano (acordió de tecles, vegeu la fotografia) com botons disposats en diverses rengleres (acordió de botons). Els acordions de tecles solen tenir entre 30 i 45 tecles a la mà dreta. Els de botons poden arribar a tenir fins a 63 o 64 botons de notes diferents.
Un acordió cromàtic de botons sol tenir botons blancs per les notes naturals i negres per les notes alterades. Aquests botons estan col·locats en rengleres, però també formen unes diagonals de tres notes disposades en ordre purament cromàtic, és a dir, a la primera filera hi ha el Do, a la segona el Do♯ (botó negre) i a la tercera el Re; la següent diagonal té el Re♯ (botó negre) a la primera filera, el Mi a la segona i el Fa a la tercera; a la següent diagonal hi ha el fa♯, sol, sol♯ i així successivament. Generalment aquests acordions tenen més de tres files: en solen tenir 5 amb les dues superiors rèpliques de les primeres. Serveixen per augmentar les possibilitats de digitació en tocar a més de permetre transportar el to d'una melodia sense haver de canviar la digitació.
Hi ha tres sistemes principals de disposició dels botons del manual dret en un acordió cromàtic de botons: el descrit en el paràgraf anterior és el sistema italià. En el sistema rus les diagonals van a la inversa (la primera filera del sistema italià és la tercera del rus i viceversa). El sistema finlandès té les notes distribuïdes com el sistema italià però a la primera filera hi ha el do♯, a la segona hi ha el re i a la tercera hi ha el re♯.
La banda esquerra de l'acordió cromàtic sol contenir 120 botons que poden estar configurats en dos sistemes diferents: per una banda, hi ha el sistema estàndard (Manual II), que consta d'uns botons que fan sonar els baixos o notes greus i d'uns altres botons que fan sonar una combinació de notes i que ofereixen la possibilitat de tocar un acord tríada Major, tríada menor, de sèptima de dominant o de sèptima disminuïda només polsant un botó. Mitjançant la combinació de diferents botons es poden aconseguir acords diferents, com de sèptima Major, de menor amb sèptima, semidisminuits, de novena, etc. Per altra banda, hi ha el sistema de baixos lliures, també anomenat basetti o convertor (Manual III), amb el qual mitjançant l'accionament d'una palanca es converteixen els acords prefabricats en notes soles, i això fa que l'instrument quedi amb dos manuals melòdics, un per a la mà dreta (amb les tecles o botons) i un per a la mà esquerra.

### Acordió diatònic

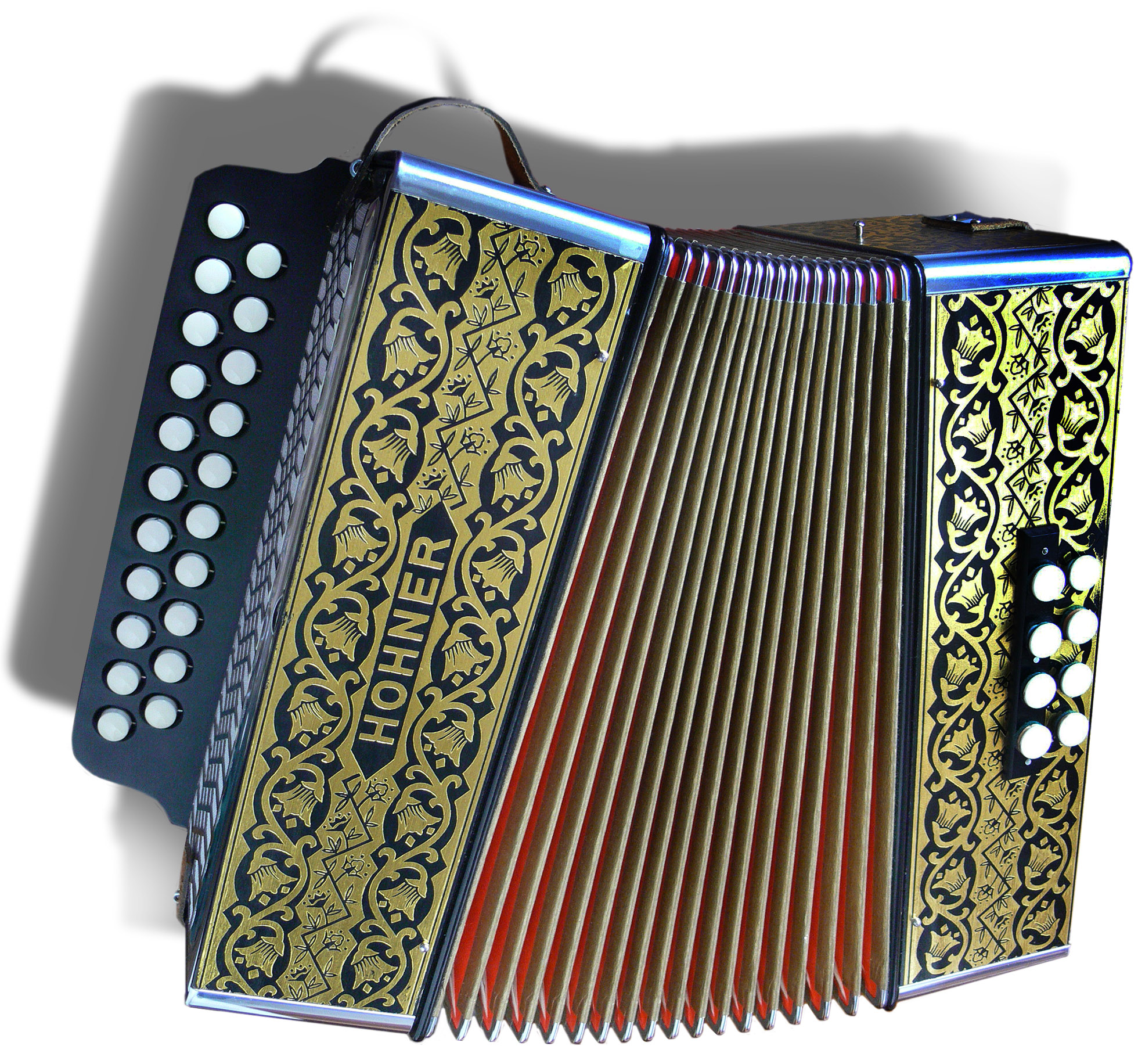
Acordió diatònic

L'acordió diatònic s'anomena així perquè només pot emetre els sons propis d'una o més escales diatòniques. Els acordions d'aquest tipus poden tocar en tantes tonalitats com fileres de botons tenen a la banda del discant. L'acordió diatònic bàsic estàndard disposa de 21 botons a la banda de la melodia distribuïts en dues fileres i 8 a la banda de l'acompanyament (4 per a baixos i 4 per a acords), tot i que aquest número pot canviar depenent de cada model. La característica principal de molts acordions diatònics és la bisonoritat, és a dir, amb cada botó sona una nota en obrir la manxa i una de diferent en tancar-la, però això no sempre és així, ja que existeixen acordions diatònics que utilitzen botons monosonors, com és el cas de la banda de l'acompanyament en la trikitixa (acordió propi del folklore basc).
Els primers acordions que van existir s'assemblaven molt als acordions diatònics: tenien pocs botons i estaven afinats en una sola tonalitat. A mesura que van anar passant els anys del segle xix i els mateixos músics s'adonaven que els faltaven més sons per interpretar les peces que volien tocar, van anar demanant a les fàbriques d'acordions que els construïssin instruments amb botons addicionals amb notes alterades o bé amb més fileres afinades en altres tonalitats fins que a tombants del segle XX de la mateixa evolució dels acordions diatònics en van sortir els acordions cromàtics, amb els quals els músics disposaven de tot el ventall de notes naturals i alterades en totes les octaves d'extensió de la mà dreta i en l'acompanyament de la mà esquerra, amb la qual cosa ja podien interpretar qualsevol melodia en qualsevol tonalitat i també obres atonals. Aquest fet va fer que els acordions diatònics quedessin obsolets i entressin en un procés de desús fins que des de la dècada dels anys 1970 se n'ha fet un procés de recuperació.

## Trobades i festivals acordionistes

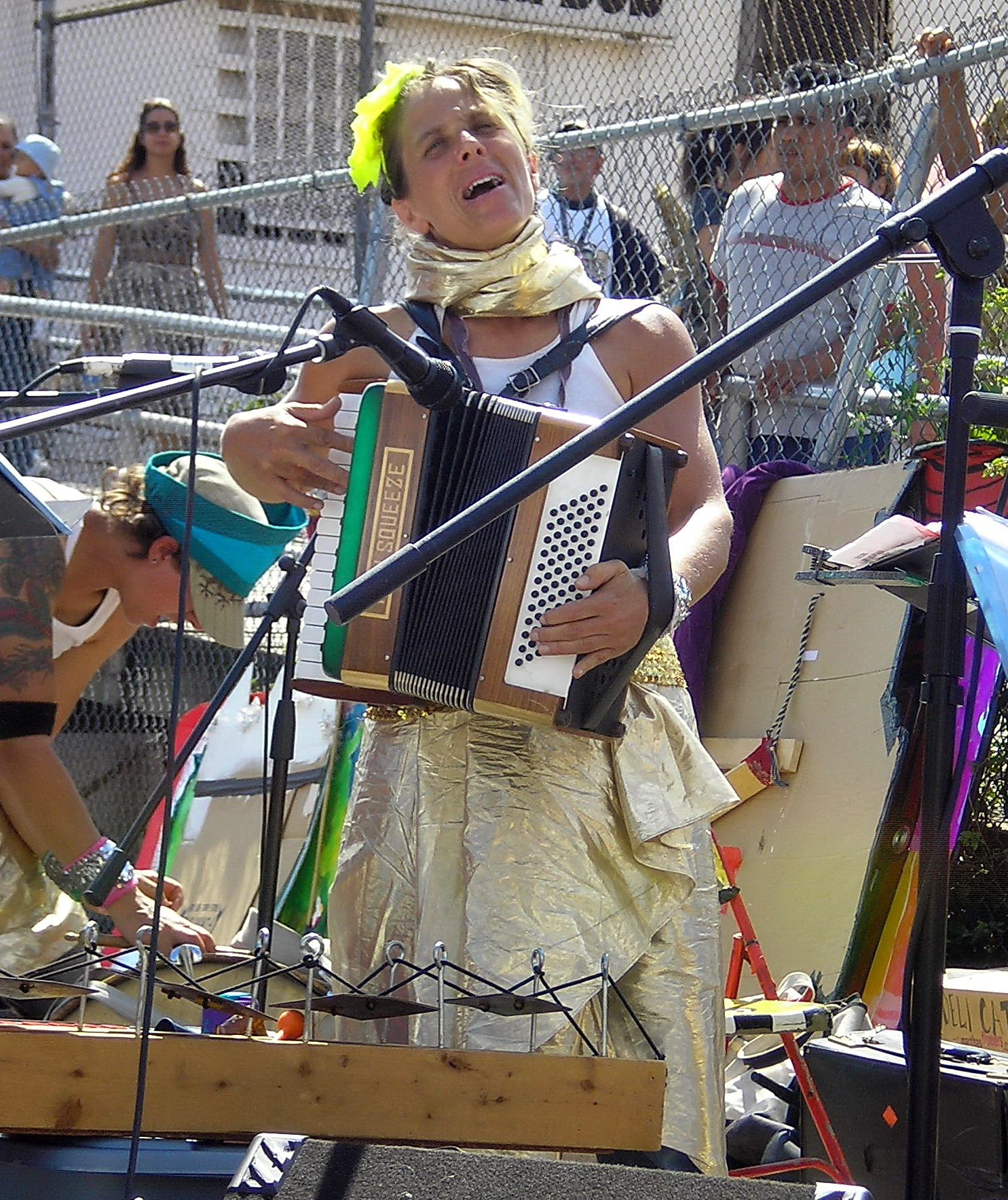
Dona tocant l'acordió

En el cas de la cultura popular, i sobretot en la música d'arrel dels Pirineus, el diatònic n'és la variant més tradicional i la més emprada. Tècnicament, l'acordió diatònic té la singularitat que emet només els sons propis de l'escala en què ha estat afinat. Això li restava varietat sonora i durant segle xix (el període d'auge de l'instrument) li van anar introduint canvis progressivament fins a l'aparició de l'acordió cromàtic, molt més ric. Això va implicar que en el curs del segle xx la varietat diatònica quedés obsoleta i pràcticament desaparegués.
A la dècada dels setanta va començar un procés de recuperació de l'instrument molt lligat a les primeres trobades i festivals especialitzats. Algunes de les trobades d'acordionistes de més envergadura se celebren al juliol i són la Trobada d'Acordionistes de Maçaners (Berguedà) i la Trobada d'Acordionistes del Pirineu d'Arsèguel. A més, a partir d'aquest moment, gran part de la música de nova factura d'inspiració tradicional és composta per ser interpretada amb acordió diatònic. Fins al 2012, l'antiga Escola de la Festa (Festcat) de Llívia, programava els seus principals espectacles en "la vela de l'acordió".

## El Acordeonista
El Acordeonista va ser una revista mensual dedicada a temes relacionats amb l'acordió. Va aparèixer el 1952. La dirigia Tomàs Rodríguez Màrquez i l'editava l'Institut Mozart de Barcelona. A més de partitures amb l'acordió com a protagonista, també publicava articles sobre aquest instrument i el seu món. A partir del 1958, Artur Menéndez Aleyxandre en fou el cap de redacció i la revista va incloure el subtítol Revista mensual de información mundial de acordeón, guitarra y armónica.

## Acordionistes notables

### Baião (gènere musical)
- Luiz Gonzaga

### Tex-Mex
- Flaco Jiménez.[12]

### Música lleugera popular
- "María Jesús y su acordeón".[13]
  - Cançó i ball "El baile de los pajaritos".[14]

## Cinema
- 1934. En el film rus Accordion, el protagonista toca l'acordió. Fou una de les primeres pel·lícules ruses sonores.[15]
- 1957. En el film Night Passage, de 1957, James Steward representa que toca l’acordió i canta.[16]